# Rush Rush
Rush Rush is een nummer van de Amerikaanse zangeres Paula Abdul. Het is de eerste single van haar tweede studioalbum Spellbound uit 1991. Op 2 mei van dat jaar werd het nummer op single uitgebracht.

## Achtergrond
"Rush Rush" was de eerste ballad die Abdul uitbracht op single. In de bijbehorende videoclip is acteur Keanu Reeves te zien. In Nederland werd de videoclip destijds op televisie (Nederland 2) uitgezonden door Veronica in de tv-versie van de Nederlandse Top 40 en het popprogramma Countdown en door de TROS in het popprogramma TROS Popformule.
De single werd een hit in diverse westerse landen. In Abduls' thuisland de Verenigde Staten bereikte de single de nummer 1-positie in de Billboard Hot 100 en ook in Canada werd de nummer 1-positie bereikt. In het Verenigd Koninkrijk werd de 6e positie bereikt in de UK Singles Chart en in de Eurochart Hot 100 werd de 9e positie bereikt.
In Nederland werd de plaat regelmatig gedraaid door dj Jeroen van Inkel in het ochtendprogramma Ook Goeiemorgen op de "volle vrijdag" op Radio 3 en werd een radiohit in de destijds twee hitlijsten op de nationale publieke popzender. De plaat bereikte de 9e positie in de Nederlandse Top 40 en de 6e positie in de Nationale Top 100.
In België bereikte de single de 12e positie in zowel de voorloper van de Vlaamse Ultratop 50 als de Vlaamse Radio 2 Top 30. In Wallonië werd géén notering behaald.